# Solomon Tessema
Solomon Belay Tessema est un astronome éthiopien, vice-président de l'Union astronomique internationale de 2021 à 2027,,. Il dirige l'observatoire Entoto Observatory and Research Center à Entoto au sein de l'institut Ethiopian Space Science and Technology Institute (ESSTI).

## Publications
- Negu, Seblu & Tessema, Solomon. (2022). Testing stellar evolution models with a stable mass transfer Testing stellar evolution models with a stable mass transfer in the evolution of Algols in the evolution of Algols. 10.5281/zenodo.3557232.
- Kumssa, Gemechu & Tessema, Solomon. (2022). The effect of external pressure & magnetic field in star formation: The critical mass model. New Astronomy. 96. 101854. 10.1016/j.newast.2022.101854.
- Zeleke, Dugasa & Tessema, Solomon & Negu, Seblu. (2021). Effects of dynamo magnetic fields on observational properties of accreting millisecond X-ray pulsars. Research in Astronomy and Astrophysics. 21. 023. 10.1088/1674-4527/21/1/23.
- Kumssa, Gemechu & Tessema, Solomon. (2019). Star formation efficiency of magnetized, turbulent and rotating molecular cloud. Proceedings of the International Astronomical Union. 15. 388-389. 10.1017/S174392132000352X.